# Emeric Dembroschi
Emeric Dembroschi (n. 6 octombrie 1945, Câmpulung la Tisa, România) este un fost fotbalist și antrenor român, care a jucat în echipa națională de fotbal a României la Campionatul Mondial de Fotbal din Mexic, 1970.
Prenumele corect al fotbalistului este cel de Emeric, deși în multe articole de presă, emisiuni radio-TV sau chiar cărți apare Emmerich Dembrovschi, Emerich Dembrovschi sau sub alte forme. În cartea biografică Emeric Dembroschi - eroul de la Guadalajara scrisă de către scriitorul și jurnalistul sportiv Ilie Dobre de la Radio România Actualități și apărută la Editura Paralela 45 în anul 2004, sportivul însuși declară că numele său din acte este cel de Emeric Dembroschi .
În martie 2008 a fost decorat cu Ordinul „Meritul Sportiv” clasa a III-a.